# Die Delegierung
Die Delegierung (russischer Originaltitel: Командировка Komandirowka) ist ein Filmszenario von Anton Makarenko aus dem Jahr 1939.

## Inhalt
Die Geschichte ist in einem nicht namentlich genannten Ort an einem Fluss angesiedelt. Dort befindet sich eine kleine Werft, in der Komsomolzen arbeiten. Die Jugendlichen sind fleißig und nehmen ihre Arbeit ernst, stehen aber ständig im Streit mit dem Ingenieur Wassili Wassiljewitsch, der ihre Anstrengungen nicht würdigt. Eine Ausnahme unter den jungen Leuten stellt der eigensinnige Boris Orlow dar, der Brückenmeister der örtlichen Landestelle ist und von einer Aufnahme an der Militärschule träumt. Den Dienst versieht er aber schlecht und wird aufgrund seiner Art von vielen gemieden. Seiner Mutter gegenüber verhält er sich gleichfalls herablassend.
Als das Kanonenboot Sturm vor Ort anlegt und keine Lotsen eingeteilt sind, kritisiert dessen Kapitän Sergej Iwanowitsch Boris für seine Nachlässigkeit. Im Gegenzug freundet er sich mit den anderen Jugendlichen an und nimmt sie auch gegenüber dem Ingenieur in Schutz. Der Matrose Netschipor gewinnt ebenfalls die Gunst der Komsomolzen und sie bringen dem Analphabeten das Lesen bei. Zusammen mit den Jungen Wolodja Tarassow und Petja Orlow, Boris’ Bruder, verkauft er auch Fahrkarten für den Ausflugsdampfer Rylejew, da Boris, dessen Aufgabe dies eigentlich ist, nicht erscheint.
Zum Besuch der Akademie wird letztlich der in der Werft angestellte sympathische Chauffeur Grigori Wolossaty delegiert. Wolodjas Bruder, ein Marinekapitän, bietet Boris dafür eine Stelle in seinem Kommando an. Er soll für die passierenden Schiffe die Sandbänke des Flusses beobachten. Der junge Mann ergreift die zweite Chance. Seiner Freundin Schura, der gegenüber er sich bisweilen gleichgültig zeigte, verspricht der Geläuterte nun die Treue.

## Hintergrund und Veröffentlichungen
Makarenko schrieb das Szenario Anfang 1939. Seiner Absicht zufolge sollte in dem Projekt der Wert der Wachsamkeit in der Erziehung gezeigt werden.
Im Makarenko-Archiv befinden sich eine Handschrift und zwei Typoskripte. Das handschriftliche Manuskript besteht nur aus 43 unzusammenhängenden Bildern, von denen das letzte die Nr. 112 trägt. Die ältere maschinengeschriebene Fassung beinhaltet 54 nicht zusammenhängenden Bilder, von denen das letzte mit 82 nummeriert ist. Die andere und auch endgültige Version setzt sich aus 101 Bildern zusammen, Makarenko hatte hier nochmals Änderungen im Aufbau und Inhalt vorgenommen.
Der Autor legte das Skript Sojusdetfilm vor, wo ihm mit Schreiben vom 29. März mitgeteilt wurde, dass das Projekt verwirklicht werden solle. Er befand sich zu diesem Zeitpunkt in einem Erholungsheim für Schriftsteller in Golizyno. Als Makarenko am 1. April mit dem Zug nach Moskau unterwegs war, um beim Filmstudio seine Meinung zu einigen Rezensionen des Drehbuchs zu äußern, brach er tot zusammen. Das Projekt wurde daraufhin nicht verwirklicht.
Die Delegierung erschien in der Sowjetunion erstmals 1952 im sechsten Band der Werksammlung Makarenkos und erfuhr 1958 eine zweite Auflage. Ab 1960 wurde es im Rahmen der übersetzten Werksammlung auch in der DDR publiziert. Die darin wiedergegebene Form des Szenarios entspricht dem zweiten Typoskript.